# Divatos házasság
A Divatos házasság (Marriage a la Mode, 1672) John Dryden komikus színműve, amelyet 1673-ban, Londonban adtak elő először. Részben prózában, részben blank verse-ben, részben pedig heroic couplet-ekben írta. Gyakran említik Dryden legjobb komikus alkotásaként; Sutherland meg is jegyzi róla, hogy "Dryden gyönyörűen írta meg a komikus jeleneteket és hatásosan is kötötte össze őket az egyébként komoly cselekménnyel. A restaurációs komédia egyik legalaposabb és legátgondoltabb alkotása ez a nemek és a házasság témájáról."

## Szereposztás
POLYDAMASZ, Szicília trónjának bitorlója.
LEONIDASZ, a törvényes Herceg, ismeretlen.
ARGALEON, POLYDAMASZ kedvence.
HERMOGENÉSZ, LEONIDASZ nevelőapja.
EUBULUSZ, az ő barátja és társa.
PALAMÉDÉSZ, egy udvaronc.
PALMYRA, a Trónbitorló lánya.
AMALTHEA, ARGALEON nővére.
DORALIKÉ, RHODOPHIL felesége.
MELANTHA, egy mesterkélt hölgy.
PHILOTISZ, MELANTHA társalkodónője.
BELIZA, DORALIKÉ társalkodónője.
ARTEMISZ, egy udvarhölgy.

## Történet
A történet Szicíliában játszódik, és két különálló történetszálat követ. Az egyik Palmyra és Leonidasz románcát dolgozza fel, akiket még gyermekkorukban elválasztottak a szüleiktől, és akiket együtt nevelt fel Hermogenész, titokban tartva előttük a múltjukat. Amikor a trónbitorló Polydamasz felismeri Hermogenészt, Hermogenész kijelenti, hogy Leonidasz Polydama fia. Mivel azonban Leonidasz újkeletű hercegi címe miatt nem veheti feleségül Palmyrát, számos viszontagsággal kell szembenézniük - Palmyrát pedig végül halálra ítélik, miután nem hajlandóak elszakadni egymástól. Ekkor azonban újból színre lép Hermogenész és kijelenti, hogy hazudott: Leonidasz valójában az ő saját fia, akinek származását illetően előzőleg azért hazudott, hogy a hercegség által jobb emberré tegye őt, Polydama igazi gyermeke pedig Palmyra. Miután ezt az állítását be is bizonyítja, Palmyrát megteszik ugyan hercegnőnek, de a helyzet most is változatlan, továbbra sem esküdhetnek meg. Hermogenész ekkor félrevonja Leonidaszt és elmondja neki a teljes igazságot, miszerint ő - vagyis Leonidasz - ténylegesen a törvényes király fia, akinek az apjától Polydamasz ragadta el a trónt. Amint ezt megtudja, Leonidasz lázadást szervez Polydamasz ellen, le is győzi, megszerzi magának a királyságot és így végre egybekelhetnek Palmyrával.
Az elsővel összefonódik a második történetszál is, amely Rhodophillel és barátjával, Palamede-del foglalkozik. Palamede szerelembe esett Doralice-szel, Rhodophil feleségével, Rhodophil pedig Melantha-val, Palamede jegyesével. Mindkét nő elfogadhatónak találja a maga rajongóját és mindkét pár gondosan titokban tartja találkozóikat a másikak elől - ez pedig katasztrofális eredményekkel jár. Amikor aztán fény derül minden titokra, Palamede és Rhodophil arra a következtetésre jutnak, hogy ha ennyire hasonló az ízlésük a nőket illetően, akkor valószínűleg az lesz a legjobb, ha mindketten megmaradnak a magukéinál. Palamede végül el is nyeri Melantha szívét és békességben megszakítja a Doralice-szel folytatott viszonyát is.